# Рубикон
Рубикон (на латински: Rubico; на италиански: Rubicone, Рубиконе) е река в Италия, на Апенинския полуостров, която се влива в Адриатическо море на север от град Римини при град Белария. Извира близко до град Соляно ал Рубиконе. Дължина 29 км. До 42 г. пр. Хр. служи за граница между Италия (на юг) и римската провинция Цизалпийска Галия (на север).
Известна е в историята предимно с израза „Alea iacta est“ – букв. „Жребият е хвърлен.“, което значи да вземеш решение, от което няма връщане назад. По времето, когато Юлий Цезар бил проконсул, по закон проконсулът имал право да оглавява войската само до пределите на Италия. Когато той пресича Рубикон през 49 г. пр. Хр., по всеобщо мнение на, 10 януари, той нарушава закона и военният конфликт става неизбежен. Според Светоний изрича известната фраза „Аlea iacta est“ („Жребият е хвърлен.“).
С пресичането на реката започва гражданска война, в която генерал Помпей Велики защитава правата на Сената.
В средата на I в. пр. Хр. Римската република преживява вътрешен катарзис. Едновременно с големите успехи в завоевателните походи, вътре в републиката назряват проблеми в управлението. Римският сенат е затънал в политически дрязги, което кара римските военачалници, спечелили славата си в завоевателни походи, да се замислят за отказ от републиканските ценности и преминаването към диктатура или монархия.
Гай Юлий Цезар е един от тези успели във военната и политическата сфера хора, които не просто открито подкрепят идеята за централизиране на властта, но и самият той не крие, че няма нищо против да я съсредоточи в свои ръце.
През 62 г. пр. Хр. в Рим е формиран т.нар. триумвират – фактически Римската република се управлявала от тримата най-амбициозни политици и военачалници – Гней Помпей, Марк Лициний Крас и Гай Юлий Цезар. Крас печели славата си с потушаването на въстанието на Спартак. Помпей си е заслужил името с победите в Изтока. И двамата са с амбиции за еднолични владетели, но поединично нямат необходимите сили, за да се противопоставят на сената. Цезар в този момент е по-скоро политик, който успява да склони към съюз открито враждуващите Помпей и Крас. Перспективите му той самият да вземе властта в този момент са значително по-скромни.
Ситуацията се променя, когато водените от Цезар войски спечелват седемгодишната Галска война. Славата на Цезар като пълководец вече е като на Помпей, а освен това на своя страна бъдещият диктатор вече има и лична войска, вярна само на него. А това се смята за доста солиден аргумент в политическата борба.

## Цезар срещу Помпей
През 53 г. пр. Хр. Крас загива в Месопотамия. От този момент насетне въпросът вече е кой от двамата равностойни противници – Помпей или Цезар – ще успее да стане едноличен владетел в Рим. В продължение на няколко години противниците се опитват да съхранят крехкото равновесие, за да се избегне избухването на гражданска война. И Помпей, и Цезар разполагат с верни само на тях легиони, но те се намират в завоюваните провинции. По закон, никой пълководец нямал право да прекосява границите на Италия начело на войска, ако по това време не се водят активни бойни действия на територията на самата Италия. Нарушилият този закон се обявявал за „враг на Отечеството“.
През есента на 50 г. пр.н.е. кризата в отношенията между Помпей и Цезар достига кулминационната си точка. След като не успяват да се договорят за „сферите на влияние“ двете страни започват да се готвят за решителна схватка. В началото римският сенат поддържа неутрална позиция, но впоследствие привържениците на Помпей накланят везните в негова полза. Сенатът отказва да продължи пълномощията на Цезар като проконсул на Галия, което го лишава от правото да командва легионите. В същото време Помпей, имащ на своя страна собствените си легиони, се обявява за защитник на републиката от узурпатора Цезар.
На 1 януари 49 г. пр. Хр. сенатът обявява в Италия военно положение и назначава Помпей за главнокомандващ. Възлага му се задачата да прекрати политическото противопоставяне в републиката. Зад тази формулировка се крие всъщност задачата да накара Цезар да сложи оръжие и да предаде пълномощията си на проконсул на Галия. Започват и военни приготовления, в случай, че Цезар откаже да изпълни разпорежданията на сената. Цезар изявява готовност да предаде военната си власт, но ако на същата постъпка се реши и Помпей. Сенатът отхвърля това му условие.

## Главното решение
Сутринта на 10 януари 49 г. пр. Хр. Цезар, който се намира в Галия, получава от свои привърженици в Рим известие за военните приготовления от страна на сената и Помпей. Половината от верните му войски (около 2500 легионера) се намират на границата на провинция Цизалпийска Галия (днес – Северна Италия) с Италия. Границата преминава по малката местна река Рубикон.
За Цезар е време за вземане на съдбоносно решение. Той трябва или да се подчини на сената и да предаде пълномощията си, или с верните си войски да премине Рубикон и да поеме към сърцето на републиката – Рим, нарушавайки по този начин закона. Провинението предвиждало само едно наказание – смърт.
Цезар не бил сигурен в успеха си. Имал е популярността, но не по-малко популярен е и Помпей. Легионерите му са натрупали опит в Галската война, но и войските на Помпей не са по-лоши.
На 10 януари 49 г. пр. Хр. Гай Юлий Цезар взема решението да премине Рубикон и да поеме към Рим. Това предопределя не само собствената му съдба, но и следващите събития в историята на Рим.
Преминавайки Рубикон Цезар поставя началото на гражданска война. Стремителното напредване на войските му води до разколебаване на сената, а самият Помпей не рискува да встъпи в открита битка за защита на Рим и отстъпва към Капуа. В това време на страната на Цезар преминават гарнизоните на превзетите по пътя градове, което вдъхва на пълководеца увереност в крайния успех.
Помпей така и не се решава на сражение с Цезар на територията на Италия. Той се оттегля с войските се, разчитайки да се върне със силите от провинциите тогава да спечели войната. Цезар не се спира в Рим, след като го превзема, а тръгва да преследва противника си.

## Изборът на Цезар – променящ и неподлежащ на промени
Гражданската война ще продължи четири дълги години, въпреки че главният противник на Цезар – Помпей – е убит (и това е сторено въпреки волята на самия Цезар) след поражението в битката при Фарсала. Окончателното разгромяване на поддръжниците на Помпей ще бъде факт едва през 45 г. пр. Хр. – само година преди самия Цезар да бъде убит.
Формално Цезар не става император. От момента на обявяването му за диктатор през 49 г. пр. Хр. пълномощията му постоянно нарастват и към 44 г. пр. Хр. той вече има всички атрибути на властта, присъщи за монарх. Последователното съсредоточаване на властта в неговите ръце и обезсилването на Римския сенат става причина за заговор от страна на привърженици на Римската република. На 15 март 44 г. пр. Хр. заговорниците нападат Цезар в самото здание на сената, нанасяйки му 23 рани. Повечето са повърхностни, но един от ударите все пак се оказва смъртоносен.
Убийците също не се радват на дълги дни живот – Цезар си остава крайно популярен сред низшите и средни слоеве от населението на Рим. Народът се разгневява на заговорниците аристократи, които са принудени да бягат от Рим. След гибелта на Цезар Римската република окончателно се разпада. Наследникът му – Гай Октавий, става пълновластен римски император и с управлението си, продължило цели 41 години, остава в историята като Октавиан Август.
Но първо Цезар прекосява Рубикон.